# Aufidus fureatus
Aufidus fureatus är en insektsart som beskrevs av Jacobi 1921. Aufidus fureatus ingår i släktet Aufidus och familjen spottstritar. Inga underarter finns listade i Catalogue of Life.